# Джэксон (тауншип, Миннесота)
Джэксон (англ. Jackson) — тауншип в округе Скотт, Миннесота, США. На 2000 год его население составило 1361 человек.

## География
По данным Бюро переписи населения США площадь тауншипа составляет 18,5 км², из которых 18,1 км² занимает суша, а 0,5 км² — вода (2,65 %).

## Демография
По данным переписи населения 2000 года здесь находились 1361 человек, 461 домохозяйство и 349 семей.  Плотность населения —  75,4 чел./км².  На территории тауншипа расположена 501 постройка со средней плотностью 27,8 построек на один квадратный километр. Расовый состав населения: 85,82 % белых, 0,22 % афроамериканцев, 1,10 % коренных американцев, 1,54 % азиатов, 10,07 % — других рас США и 1,25 % приходится на две или более других рас. Испанцы или латиноамериканцы любой расы составляли 21,90 % от популяции тауншипа.
Из 461 домохозяйств в 39,3 % воспитывались дети до 18 лет, в 60,3 % проживали супружеские пары, в 10,0 % проживали незамужние женщины и в 24,1 % домохозяйств проживали несемейные люди. 17,1 % домохозяйств состояли из одного человека, при том 2,4 % из — одиноких пожилых людей старше 65 лет. Средний размер домохозяйства — 2,95, а семьи — 3,30 человека.
28,9 % населения — младше 18 лет, 9,4 % — в возрасте от 18 до 24 лет, 34,1 % — от 25 до 44, 21,7 % — от 45 до 64, и 5,9 % — старше 65 лет. Средний возраст — 33 года. На каждые 100 женщин приходилось 111,0 мужчин.  На каждые 100 женщин старше 18 приходилось 114,2 мужчин.
Средний годовой доход домохозяйства составлял 50 263 доллара, а средний годовой доход семьи —  53 611 долларов. Средний доход мужчин —  32 500  долларов, в то время как у женщин — 26 583. Доход на душу населения составил 22 802 доллара. За чертой бедности находились 9,9 % семей и 12,0 % всего населения тауншипа, из которых 15,5 % младше 18 и 2,4 % старше 65 лет.